# Dariusz Pado

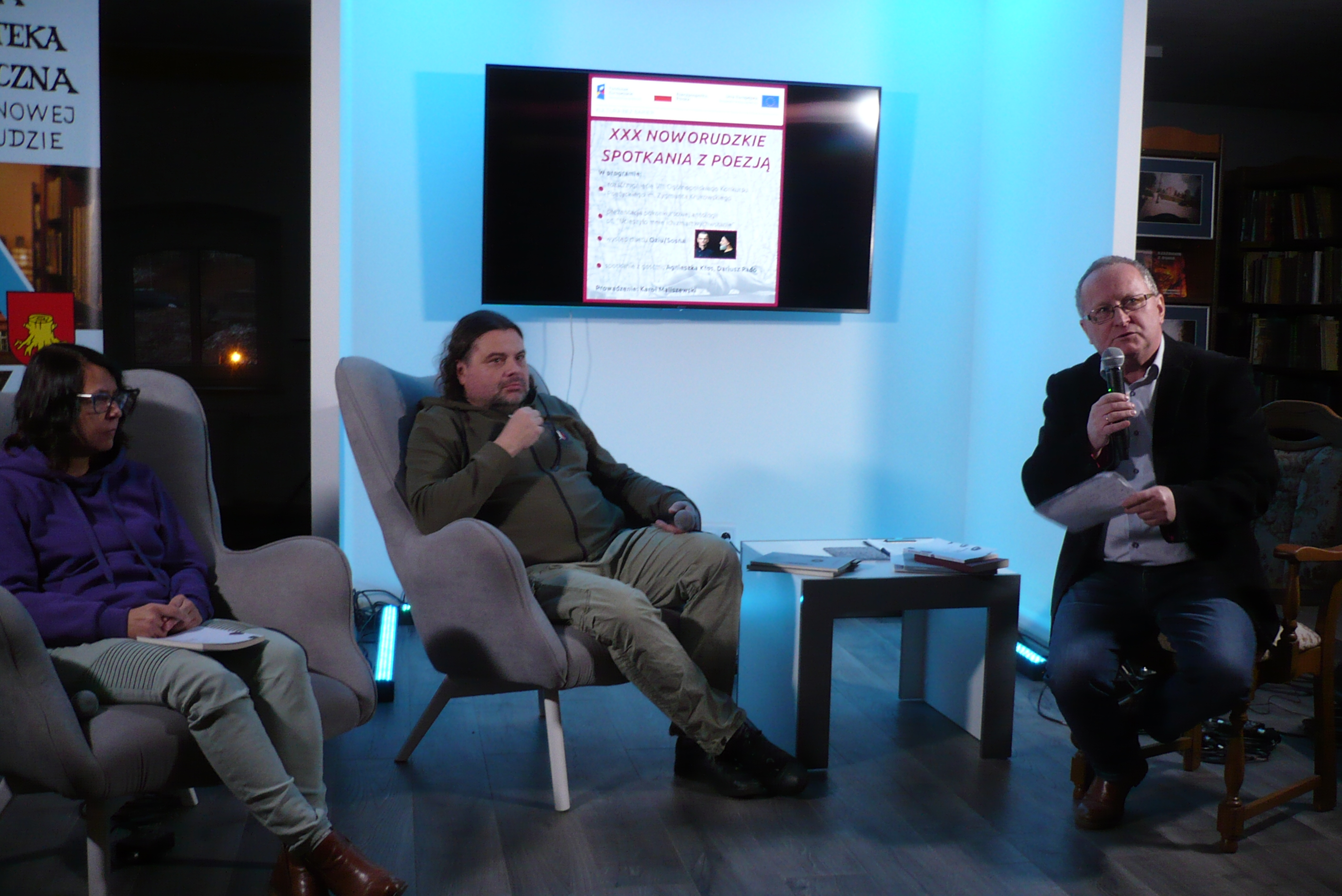
Agnieszka Kłos, Dariusz Pado, Karol Maliszewski, XXX Noworudzkie Spotkania z Poezją, 2022

Dariusz Pado (ur. 1974 w Rzeszowie) – polski poeta, adwokat. Współpracownik czasopism literackich „Kursywa” i „Arte”. Wiersze i artykuły publikował również m.in. w „Nocy poetów”, „Studium”, „Odrze”, „Nowej Okolicy Poetów”, „Gazecie Wyborczej” oraz „REDzie” oraz w „Lampie”. Związany z serwisem poetyckim „Nieszuflada”, którego był współtwórcą. Redaktor rzeszowskiej „Nowej Okolicy Poetów” oraz współpracownik brzeskiego „Reda”. Mieszka i pracuje w Warszawie i Rzeszowie.

## Twórczość
- Gierkówka, arkusz poetycki, Młodzieżowy Ośrodek Pracy Twórczej w Dąbrowie Górniczej, 2004
- Raj/Jar, książka poetycka, sierpień 2005 (wraz z Radosławem Wiśniewskim)
- Peryferie raju, autorski tomik poetycki, Warszawa 2005 – wyróżnienie w II edycji Ogólnopolskiego Konkursu Literackiego „Złoty Środek Poezji” 2006 na najlepszy poetycki debiut książkowy roku 2005[1]
- rozdział pt. „Społeczności Liternetowe” w książce Liternet.pl pod red. Piotra Mareckiego, RABID, 2003 (wraz z Justyną Radczyńską)
- Korzenie drzewa (wraz z Radosławem Wiśniewskim), Stowarzyszenie Żywych Poetów, Brzeg 2007. ISBN 978-8-391884-67-6.
- IJAR, tom poezji, Podkarpacki Instytut Książki i Marketingu, Rzeszów 2009, Tom 23 Nowej Okolicy Poetów
- Siedem + siedem + siedem Austeria, Kraków, Budapeszt 2011.
- KRĘGI, Austeria, Kraków, Budapeszt 2014.
- POMIĘDZY, Austeria, Kraków 2019.
- URNE, Austeria, Kraków 2020.